# Diuris lanceolata
Diuris lanceolata är en orkidéart som beskrevs av John Lindley. Diuris lanceolata ingår i släktet Diuris och familjen orkidéer. Inga underarter finns listade i Catalogue of Life.